# Virgate
Le Virgate ou yardland est une ancienne unité de mesure anglo-saxonne des surfaces de terres  utilisée dans l’Angleterre médiévale, particulièrement en dehors du Danelaw, qui représente la quantité de terres qu'un attelage de bœufs peut labourer en une saison[réf. souhaitée]. Sa superficie est très variable suivant les régions et les conditions de culture, et peut aller couramment de 12 à 80 acres (~3,86 à ~32,40 hectares). Elle vaut en général 1/4 de hide, mais parfois 1/7 ou 1/3, elle regroupe parfois 2 ou 3 bovates.

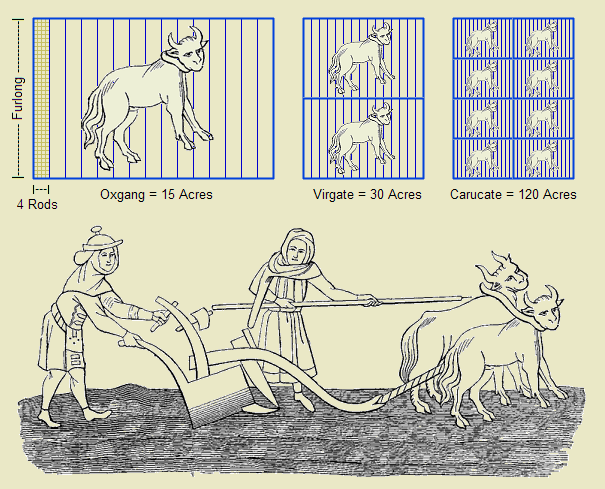
Des rapports assez courants entre oxgang ou bovate, yardland ou virgate et hide ou plowland ou carucate, le nombre d'acres dans un oxgang était en réalité très variable.

Virgate est l'anglicisation du latin médiéval virgata.